# Stary Łom
Stary Łom is een dorp in de Poolse woiwodschap Neder-Silezië in het zuidwesten van Polen. De plaats maakt deel uit van de gemeente Chojnów en telt ca. 420 inwoners. Voor 1945 lag het in Duitsland. De naam betekent Oud Lom.
Het ligt 11 km noordwest van Chojnów, 28 km noordwest van Legnica en 89 km west van de provinciehoofdstad Wrocław.